# Малоємецьк
Малоє́мецьк (рос. Малоемецк) — присілок у складі Голишмановського міського округу Тюменської області, Росія.
Населення — 159 осіб (2010, 166 у 2002).
Національний склад станом на 2002 рік:
- росіяни — 95 %